# Riksgäldsspar
Riksgäldsspar avvecklades 2015. Det var en i Sverige förekommande form av sparande som tillhandahölls av Riksgäldskontoret. Riksgäldsspar gav ränta på det sparade beloppet årligen vid ett visst datum eller när bindningstiden för sparandet var slut. Sparformen gav låg avkastning på det sparade kapitalet men spararen riskerade inga förluster.
Möjligheten att öppna nya konton med fast ränta stängdes 10 december 2012. 2013 beslutade styrelsen att helt avveckla Riksgäldsspar då den ökade konkurrensen på sparmarknaden på sikt skulle göra sparformen olönsam för staten. Kontona med rörlig ränta är avvecklade under slutet av 2015.
Kvarvarande konton med fast ränta avvecklas vid bindningstidens slut.